# Јован Ајдуковић (политичар)
Јован Ајдуковић (Борово, 12. децембар 1955) је политичар и адвокат. Председник и оснивач је Наше странке у Хрватској. Био је председник Заједничког већа општина и потпредседник Српског народног вијећа и Самосталне демократске српске странке.

## Биографија
Био је члан Самосталне демократске српске странке од осивања. Био је председник Општинског већа Борова од 1997. до 2005. године. За потпредседника СДСС-а изабран је 2005. године. Заменик жупана Вуковарско-сријемске жупаније био је од 2005. до 2009. године. У лето 2009. године искључен је из СДСС-а након независне кандидатуре за заменика вуковарско-сремског жупана на локалним изборима исте године.
Био је председник Заједничког већа општина у Вуковару од 2001. до 2005. године. Поред тога је председник Већа српске националне мањине Вуковарско-сријемске жупаније од 2003. до 2007. године и потпредседник Српског народног вијећа у истом раздобљу.
У Борову је 10. јануара 2011. године основа Нашу странку. Један је и од оснивача Коалиције „Српска слога“.
На парламентарним изборима 2011. године нашао се на листи Коалиције српских странака у 12. изборној јединици где је освојио 21,5% гласова што је било недовољно за улазак у Хрватски сабор.
Оженио је Ранку, рођ. Јовић, с којом има два сина, Љубомира и Миодрага.